# Chiesa di Santa Maria della Pace (Genova)
La chiesa di Santa Maria della Pace era una chiesa di Genova, oggi scomparsa, che sorgeva nel quartiere di San Vincenzo presso la porta degli Archi, tra le attuali vie Frugoni, Maragliano e Fiasella.

## Storia
Inizialmente dedicata a san Martino e conosciuta come San Martino de via, perché situata lungo una stradina che risaliva dal Bisagno alle porte della città, se ne avevano notizie documentate dal 1132.
Nel 1396, per concessione di papa Urbano VI, era officiata dai monaci della vicina abbazia di Santo Stefano, ai quali subentrarono nel 1489 gli amadeiti, che vi costruirono un primo convento. Nel 1568 gli amadeiti furono uniti ai frati minori osservanti, che nel 1573 ampliarono il convento e la chiesa, da loro intitolata a santa Maria della Pace.
Nella chiesa era presente una sontuosa Ultima cena del pittore quattrocentesco Carlo Braccesco, delle misure di 5,93 per 3,25 metri, che l'affrescò nell'edificio su ispirazione leonardesca. Terminato nel 1497, secondo la descrizione che ne scrive l'ente museale di Genova, "rappresenta uno dei primi riflessi di quell’opera fuori Milano, trattata, però, non con mero intento riproduttivo, ma con lo stile e l’altissima qualità di pittura dell’artista milanese".
Il complesso fu chiuso una prima volta nel 1811 per le leggi di soppressione napoleoniche e spogliata di numerose opere d'arte; riaperta al culto nel 1824, fu chiusa definitivamente nel 1866 per le nuove leggi di soppressione del governo sabaudo e utilizzata da varie istituzioni civili fino alla completa demolizione, alla fine del XIX secolo.
Il nome di via della Pace è rimasto a identificare una breve strada nei pressi del luogo dove sorgeva la chiesa, così come le adiacenti via Maragliano e via Fiasella dedicate per ricordare i due grandi artisti che furono sepolti presso la stessa chiesa nelle rispettive tombe di famiglia.

## Descrizione e opere d'arte

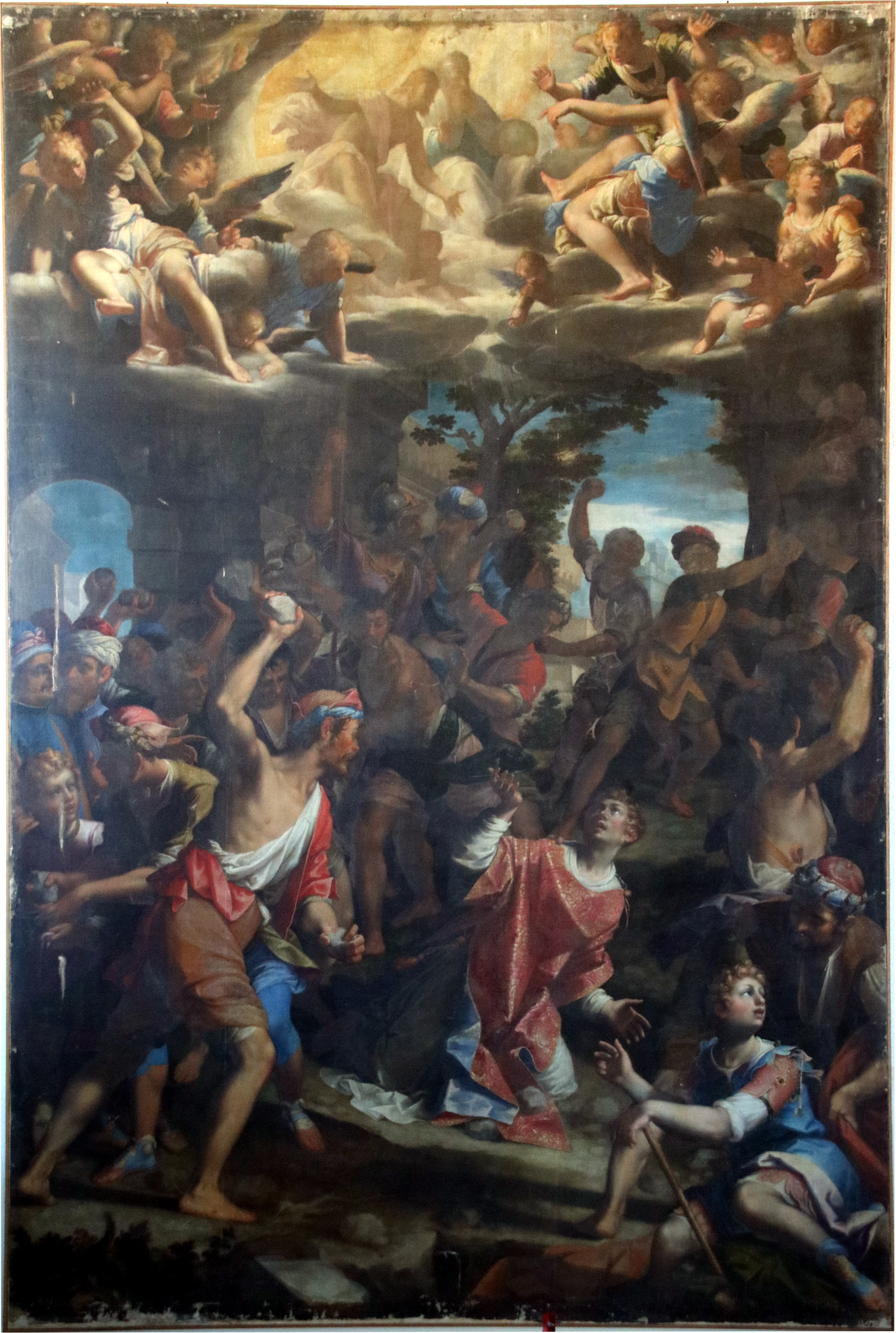
Martirio di santo Stefano di Aurelio Lomi, oggi nel Museo di Sant'Agostino

La chiesa, a navata unica, aveva dodici cappelle ornate da numerose opere d'arte, oggi in parte disperse e in parte conservate in musei o chiese genovesi e non solo, tutte elencate dal Ratti, tra le quali:
- Martirio di santo Stefano (Aurelio Lomi), ora conservato al Museo di S. Agostino;
- San Francesco e S. Giovanni Battista nel deserto (Domenico Piola), ora presso la chiesa di S. Francesco in Gaggiola (SP);
- Miracolo della mula di Sant'Antonio (Giovanni Andrea De Ferrari), ora presso il convento della Visitazione in Genova;
- Natività (Giovanni Raffaele Badaracco), ora presso i depositi di Palazzo Bianco;
- Pietà, del Maestro Quintino (Quintino Messis o Metsys, pittore fiammingo del XV secolo), conservata presso il museo del Louvre di Parigi;
- Immacolata Concezione (Giovanni Stefano Danedi, detto il Montalto), ora presso il convento di N.S. del Monte in Genova;
- Madonna della Salute, del Sassoferrato, immagine oggetto di devozione e considerata miracolosa, ora presso il convento della Visitazione in Genova;
- Miracolo del beato Salvatore da Horta (Domenico Piola), ora a Palazzo Bianco;
- Estasi di S. Pietro d'Alcantara (Domenico Piola), ora presso la chiesa di Levà (Canepa di Sori);
- Sposalizio della Madonna, opera datata 1523 di ignoto autore toscano, ora presso il convento della Visitazione;
- Madonna col Bambino e S. Antonio di Padova, gruppo ligneo policromo opera di Pasquale Navone, ora nella chiesa di S. Francesco in Gaggiola (SP);
- Beato Antonio da Stroncone (Mulinaretto), disperso.

Sull'altare maggiore vi era un grande gruppo ligneo raffigurante l'Immacolata e i santi Francesco e Antonio, opera del Maragliano. In seguito alle requisizioni dovute alla soppressione l'Immacolata fu concessa dal Comune di Genova alla chiesa di S. Teodoro dove si trova tuttora, i santi Francesco e Antonio furono invece restituiti ai francescani e sono ora collocati presso il convento della Visitazione all'Acquaverde. Diversi altri gruppi lignei del Maragliano adornavano in origine la chiesa e il convento, tra cui i gruppi raffiguranti S. Francesco stimmatizzato (ora nella basilica della SS. Annunziata), S. Salvatore da Horta che risana due sciancati e i santi Pietro d'Alcantara e Pasquale Bayon, ora presso il convento della Visitazione. Inoltre presso il museo di S. Agostino sono conservati gli affreschi raffiguranti l'Ultima Cena attribuita a Carlo Braccesco e la Pietà di un anonimo pittore del '500.
Nella chiesa erano inoltre conservate diverse reliquie (tra cui i presunti resti di sant'Eusippo, martirizzato nel II secolo in Cappadocia) e le sepolture di eminenti personalità genovesi di varie epoche, tra le quali i dogi Davide Vacca e Stefano Onorato Ferretti, lo scultore Anton Maria Maragliano, i pittori Domenico Fiasella e Giovanni Battista Casoni.